# Roche d'Omak
La roche d'Omak, en anglais Omak Rock,, est une pierre en équilibre (en) dans la réserve indienne de Colville, dans l'État de Washington. Située dans la région du Greater Omak, dans le pays Okanogan, cette formation glaciaire irrégulière est distante de 410 m du lac Omak,. Elle témoigne du séisme des North Cascades de 1872 auquel elle a résisté. Elle a ainsi permis de déterminer la force du séisme. Certains pensent que l'épicentre se situe justement sous cette roche. Pour la tribu de la Confédération de la réserve de Colville, cette roche représente un symbole de la perfection de la nature dans la région.